# Galium novoguineense
Galium novoguineense är en måreväxtart som beskrevs av Friedrich Ludwig Diels. Galium novoguineense ingår i släktet måror, och familjen måreväxter. Inga underarter finns listade i Catalogue of Life.